# Letargia
La letargia és un fenomen biològic consistent en la disminució de l'activitat fisiològica en un animal, caracteritzat per la reducció de la temperatura corporal i de la despesa metabòlica.
Aquest mecanisme es pot presentar a curt o a llarg termini. En el primer cas es tractaria d'animals que entren en aquest estat durant una part del dia, com en el cas dels colibrins, ocells d'alts requeriments metabòlics, que estan en letargia durant la nit, o també algunes espècies de ratpenats, que ho estarien durant el dia.
La letargia a llarg termini es presenta com una solució per a períodes més llargs. Alguns mamífers com marmotes, lirons i eriçons entren en aquest estat en hivern. Els dipnous ho fan quan el seu medi aquàtic s'asseca, i els tenrecs quan l'aliment és escàs, durant l'estiu de Madagascar.
Quan la letargia es produeix en hivern es parla d'hibernació i d'estivació quan ho fa en estiu.
L'estat més profund d'hibernació entre els mamífers és el d'alguns ratpenats, que poden baixar la temperatura corporal per sota de zero, amb el cas extrem de Lasiurus borealis que pot arribar als – 5 °C. El cas oposat seria el dels ossos dels que es discuteix si deu considerar-se letargia l'estat de sopor en què entren en hivern, ja que no baixa significativament el ritme respiratori i cardiac.
La gran mobilitat de les aus, fa que generalment solucionin les èpoques de penúria amb migracions a la recerca de millors condicions. Però també hi ha algun cas d'ocells, com l'enganyapastors de Nutall que entra en hibernació.